# I tylko wiosna nie nadejdzie
I tylko wiosna nie nadejdzie (tytuł oryginalny: Pranvera s'erdhi vetëm) – albański film fabularny z roku 1988 w reżyserii Piro Milkaniego.

## Opis fabuły
Irena jest młodym fizykiem, który odbywa praktykę z daleka od domu rodzinnego. Pogarszający się stan zdrowia powoduje, że trafia do szpitala, gdzie zostaje rozpoznana u niej białaczka. Po początkowym załamaniu, zaczyna żyć i pracować bardzo intensywnie, chcąc jak najlepiej wykorzystać ostatni okres swojego życia.
Film realizowano w Tiranie.

## Obsada
- Anisa Markarian jako Irena
- Kristaq Skrami jako Ilir
- Margarita Xhepa jako matka Ireny
- Thimi Filipi jako ojciec Ireny
- Ardian Cerga jako Astrit, lekarz analityk
- Serafin Fanko jako profesor fizyki
- Mevlan Shanaj jako ordynator
- Ema Ndoja jako balerina
- Valentina Xhezo jako pacjentka
- Lutfi Hoxha jako pracownik hotelu
- Benon Lopari
- Frederik Zhilla

## Nagrody i wyróżnienia
Film otrzymał I nagrodę na VIII Festiwalu Filmów Albańskich w 1989. Nagrodę otrzymał także aktor Kristaq Skrami.